# (6588) 1985 RC4
(6588) 1985 RC4 là một tiểu hành tinh vành đai chính. Nó được phát hiện bởi Henri Debehogne ở Đài thiên văn La Silla ở Chile ngày 10 tháng 9 năm 1985.